# Henri Van Assche
Henri Van Assche, född 30 augusti 1774 i Bryssel, död där 11 april 1841, var en belgisk landskapsmålare. 
På en tid, då ett konventionellt manér var förhärskande inom landskapsmåleriet, strävade han till ett troget återgivande av naturen, och som målare av vattenfall torde han vara överträffad av få. Hans arbeten finns företrädesvis i engelska, holländska och belgiska samlingar. 

## Utmärkelser
- Riddare av Leopoldsorden

[Redigera Wikidata]